# Trisophista
Trisophista is een geslacht van vlinders van de familie stippelmotten (Yponomeutidae).

## Soorten
- T. doctissima Edward Meyrick, 1923
- T. pauli Viette, 1967